# Som lo que Sembrem
Som lo que Sembrem és una plataforma sortida a partir de l'Assemblea Pagesa de Catalunya per donar suport a una Iniciativa Legislativa Popular contrària als cultius i aliments transgènics a Catalunya. La plataforma està formada per més d'un centenar d'organitzacions catalanes, com IPCENA, entre d'altres.
Amb la ILP demanaven la "prohibició dels conreus transgènics d'ús agrícola, l'etiquetatge exhaustiu dels aliments reproduïts amb OGM, una moratòria al desenvolupament de transgènics i la investigació independent dels seus efectes sanitaris i ambientals". El 2009 varen presentar 105.000 signatures, més de les suficients, encara que la Iniciativa no es va poder arribar a debatre al Parlament, ja que CiU, PSC i PPC varen presentar esmenes a la totalitat. Per aquest motiu, varen convocar una manifestació el 28 de juny de 2009, sota el lema "Democràcia, salut i bons aliments", a la que van assistir diversos milers de persones (2.000 segons la Guàrdia Urbana i 4.000 segons els organitzadors). La manifestació va comptar amb la presència Santi Santamaria, ICV-EUiA, Greenpeace i Unió de pagesos entre altres organitzacions. També compten amb el suport d'ERC.
Segons Som lo que Sembrem, Catalunya és una de les regions d'Europa amb més cultius de blat de moro transgènic (30.000 hectàrees) i consumeix soia transgènica importada. També denuncien el veto polític a l'emissió d'un documental coproduït per Televisió de Catalunya sobre Monsanto Company. El dia de la manifestació, tres membres d'aquesta plataforma varen iniciar una vaga de fam. Posteriorment Som lo que Sembrem ha continuat realitzant altres actes de protesta. També promouen, juntament amb altres individus i organització la Declaració zones lliures de transgènics.